# Wind in the Wires
Albums de Patrick Wolf
Lycanthropy
(2004) The Magic Position
(2007)
Singles
1. The Libertine
Sortie : 31 janvier 2005
2. Wind in the Wires
Sortie : 13 juin 2005
3. Tristan
Sortie : 31 octobre 2005

Wind in the Wires est le deuxième album du chanteur et compositeur anglais Patrick Wolf.
C'est un album fait en cercle restreint, en famille, avec son père, Dereck Apps, et sa sœur, Jo Apps.
Dans une interview, Patrick Wolf explique que pour cet album il voulait « rassembler toutes les chansons qui avaient trait à la mer, au vent et à l'électricité. Je voulais vraiment que mon second album donne l'impression de quelqu'un qui joue du piano dans une petite cabane au bord de la mer ou en haut d'une falaise en écoutant l'orage et le tonnerre. L'image que j'avais dans la tête était vraiment celle de l'hiver anglais, dur et froid, avec la mer déchaînée et les vagues qui se brisent contre la falaise. Je voulais vraiment donner ce sentiment de liberté un peu comme être sur un bateau au milieu de l'océan. » 

## Liste des morceaux
Toutes les chansons sont écrites et composées par Patrick Wolf.
| 1.    | The Libertine     | 4:23 |
| 2.    | Teignmouth        | 4:50 |
| 3.    | The Shadowsea     | 0:37 |
| 4.    | Wind in the Wires | 4:18 |
| 5.    | The Railway House | 2:24 |
| 6.    | The Gypsy King    | 3:08 |
| 7.    | Apparition        | 1:16 |
| 8.    | Ghost Song        | 3:13 |
| 9.    | This Weather      | 4:35 |
| 10.   | Jacob's Ladder    | 1:21 |
| 11.   | Tristan           | 2:36 |
| 12.   | Eulogy            | 1:44 |
| 13.   | Land's End        | 7:06 |
| 42:08 |                   |      |

## Explications
- Le titre The libertine, en français Le libertin, est pris au sens premier du mot libertin, «qui remet en cause les dogmes établis».
- Le titre Teignmouth fait référence à Teignmouth, une ville portuaire du sud de l'angleterre.
- Le titre The Shadowsea, en français La mer d'ombre, est un interlude.
- Le titre Wind in the Wires, en français Le vent dans les fils, est un titre qui parle de liberté.
- Le titre The Railway House, en français La maison du chemin de fer parle d'une maison dans un coin abandonné.
- Le titre The Gypsy King, en français Le roi gitan.
- Le titre Apparition, est un interlude instrumental.
- Le titre Ghost Song, en français La chanson fantôme.
- Le titre This Weather, en français Ce temps est une chanson en deux parties, très mélancolique au début quand un temps côtier hivernal est décrit, puis plus rapide après quand l'auteur explique qu'il se battra pour revoir un beau temps.
- Le titre Jacob's Ladder, en français L'échelle de Jacob fait référence à l'histoire biblique l'échelle de Jacob.
- Le titre Tristan est basé du personnage cornique, Tristan, de la légende Tristan et Iseut.
- Le titre Eulogy, en français Éloge dans le sens éloge panégyrique
- Le titre Land's End, en français La fin des terres parle du départ en tournée après la sortie d'un disque.

## Singles

### The Libertine
Sorti le 31 janvier 2005
| 1. | The Libertine [Radio Edit]        | 3:56 |
| 2. | Penzance                          | 5:19 |
| 3. | Wind in the Wires [Clifftop Demo] | 2:26 |

| A. | The Libertine [Radio Edit] | 3:56 |
| B. | Afraid (reprise de Nico)   | 3:09 |

### Wind in the Wires
Sorti le 13 juin 2005
| 1. | Wind in the Wires | 4:18 |
| 2. | Souvenirs         | 3:56 |
| 3. | Godrevy Point     | 4:38 |

| A. | Wind in the Wires | 4:18 |
| B. | Ignis Fatuus      | 5:20 |

### Tristan
Sorti le 31 octobre 2005
| 1. | Tristan       | 2:36 |
| 2. | The Hazelwood | 4:03 |
| 3. | Idumea        | 2:45 |

| A. | Tristan (Album Version) | 2:36 |
| B. | Idumea                  | 2:45 |

## Crédits
- Patrick Wolf — Chant, alto, violon, piano à queue, ukulele bariton et soprano, kantele, dulcimer appalache, pianogramme Farfisa, accordéon électronique Farfisa Transivox, accordéon piano, guitare, basse, contrebasse, synthesizers Kawai SX-240 and 100-P, bodhrán.
- Derek Apps — clarinette sur "Wind in the Wires"
- Jo Apps — chœur sur "Teignmouth"